# メガワティ・ペルティウィ
メガワティ・ハンゲストリ・ペルティウィ（Megawati Hangestri Pertiwi, 1999年9月20日 - ）は、インドネシアの女子バレーボール選手である。

## 来歴
11歳でバレーボールを始める。
17歳の時にインドネシア代表に選出される。2017年東南アジア競技大会では1997年以来20年ぶりの決勝進出に貢献した。
2020年からはインドネシア国内だけでなくタイやベトナムのリーグに参加した。
2023年、韓国Vリーグのアジア枠ドラフトにエントリーし、大田正官庄レッドスパークスからの指名を受け入団。第1ラウンドのMVPに選出された。
2024年、韓国リーグ終了後、インドネシアリーグ参加のためジャカルタBINに加入。チームを優勝に導き、MVPを獲得した。また、レッドスパークスとの2024-25シーズンの契約延長が発表された。
2024-25シーズンではチャンピオン決定戦進出に貢献し、レッドスパークスから翌シーズンの契約を打診されたが、体調の悪い母親との生活を優先し退団した。

## 人物
- カフリパン・ケディリ大学（インドネシア語版）で経営学を専攻した。
- 韓国ではメガの登録名でプレー。そこからメガトロンの愛称が与えられた[11]。
- イスラム教徒であり、試合中もヒジャブを着用している[12][11]。
- 韓国外国語大学校インドネシア語専攻の学生が通訳を務めていた[12]

## 球歴
- インドネシア代表（2017-）

## 所属チーム
- スラバヤ・バンク・ジャティム（2015-2019年）
- ジャカルタ・プルタミナ・エネルギー（2015-2017年）
- ジャカルタBNI46（英語版）（2018-2019年）
- シュプリーム・チョンブリー（英語版）（2020-2021年）
- ジャカルタ・プルタミナ・ファストロン（インドネシア語版）（2022年）
- ハ・フー・タインホア（2022年）
- バンドンBJBタンダマタ（英語版）（2022年）
- スラバヤ・バンク・ジャティム（2022年）
- ジャカルタ・プルタミナ・ファストロン（インドネシア語版）（2022-2023年）
- 大田正官庄レッドスパークス（2023-2025年）
  -  ジャカルタBIN（インドネシア語版）（2024年）

## 受賞歴
- 2019年 - ASEANグランプリファーストレグ ベストサーバー
- 2020年 - 2020年東京オリンピック女子アジア予選 最多得点
- 2022年 - インドネシアリーグ ベストサーバー
- 2022年 - ASEANグランプリ 最優秀オポジットスパイカー
- 2023年 - アジア女子バレーボールチャレンジカップ（英語版） 最優秀オポジットスパイカー
- 2024年 - 韓国Vリーグ 第1ラウンドMVP
- 2024年 - インドネシアリーグ MVP
- 2025年 - 韓国Vリーグ 第3・第4ラウンドMVP、ベストスパイカー